# Конти, Сара
Сара Конти (итал. Sara Conti; род. 2 августа 2000 года, Альцано-Ломбардо, Ломбардия, Италия) — итальянская фигуристка, выступающая в парном катании с Никколо Мачии. Они — чемпионы Европы (2023) и серебряные призёры чемпионата Европы (2025), двукратные бронзовые призёры чемпионата мира (2023, 2025), серебряные призёры финала Гран-при сезона 2023/2024, бронзовые призёры финала Гран-при сезона 2022/2023 и двукратные чемпионы Италии (2023 и 2025).
Сара начинала карьеру в качестве фигуристки-одиночницы. Затем перешла в парное катание, с 2019 года выступает совместно с Никколо Мачии. 
По состоянию на 22 марта 2024 года пара Конти/Мачии занимает 2-е место в рейтинге Международного союза конькобежцев (ИСУ).

## Биография
Сара Конти родилась пригороде Бергамо Альцано-Ломбардо в августе 2000 года. Изначально занималась фигурным катанием, как одиночница. Однако хороших результатов достичь не могла и вскоре встала пару с Никколо Мачии.
С первого же года они выиграли бронзовую медаль национального чемпионата. В 2022 году пара дебютировала на континентальном чемпионате, где пара сумела уверенно войти в десятку лучших европейских пар. Через год, на европейском чемпионате в финском городе Эспоо Сара с партнёром выиграли впервые для Италии в парах золотую медаль. Через два месяца на мировом чемпионате завоевали бронзовую медаль и улучшили все свои спортивные достижения.

## Программы
| Сезон     | Короткая программа | Произвольная программа | Показательные номера                             |
| --------- | --- | --- | ------------------------------------------------ |
| 2023–2024 | - Intermezzo sinfonico (из оперы «Сельская честь») Джованни Тарджиони-Тоццетти и Гвидо Менаски в исполнении Orchestra of the Teatro alla Scala di Milano и Герберт фон Караян хореография: Рафаэлла Каццанига | - Новый кинотеатр «Парадизо» Эннио Морриконе в исполнении Джош Гробан, Кэтрин Дженкинс, Альберто Урсо хореография: Коррадо Джордани |                                                  |
| 2022–2023 | - Oblivion (Una sombra más) в исполнении Мина и Джанни Феррио Астор Пьяццолла хореография: Рафаэлла Каццанига                                                                                                 | - Новый кинотеатр «Парадизо» Эннио Морриконе в исполнении Джош Гробан, Кэтрин Дженкинс, Альберто Урсо хореография: Коррадо Джордани | - Che Bambola Фред Бускальоне - Fix You Coldplay |
| 2021–2022 | - Oblivion (Una sombra más) в исполнении Мина и Джанни Феррио Астор Пьяццолла хореография: Рафаэлла Каццанига                                                                                                 | - Billie Jean Майкл Джексон в исполнении Дэвид Кук хореография: Коррадо Джордани                                                    | - Fix You Coldplay                               |
| 2020–2021 | - Oblivion (Una sombra más) в исполнении Мина и Джанни Феррио Астор Пьяццолла хореография: Рафаэлла Каццанига                                                                                                 | - This Bitter Earth Дина Вашингтон, Макс Рихтер - Experience Людовико Эйнауди хореография: Коррадо Джордани                         |                                                  |
| 2019–2020 | - Il Postino Theme Джон Уильямс, Ицхак Перлман, Питтсбургский симфонический оркестр Астор Пьяццолла хореография: Раффаэлла Каццанига                                                                          | - This Bitter Earth Дина Вашингтон, Макс Рихтер - Experience Людовико Эйнауди хореография: Коррадо Джордани                         |                                                  |

## Спортивные достижения

### Парное катание
| Международные                     | Международные | Международные | Международные | Международные | Международные | Международные |
| Сезон                             | 19/20         | 20/21         | 21/22         | 22/23         | 23/24         | 24/25         |
| --------------------------------- | ------------- | ------------- | ------------- | ------------- | ------------- | ------------- |
| Чемпионат мира                    |               |               |               | 3             | 6             | 3             |
| Чемпионат Европы                  |               |               | 7             | 1             | 6             | 2             |
| Финал Гран-при                    |               |               |               | 3             | 2             | 4             |
| Этапы Гран-при. Skate Canada      |               |               |               | 3             |               |               |
| Этапы Гран-при. Великобритания    |               |               |               | 2             |               |               |
| Этапы Гран-при. Италия            |               |               | 7             |               |               |               |
| Этапы Гран-при. Финляндия         |               |               |               |               | 2             |               |
| Этапы Гран-при. Франция           |               |               |               |               | 2             | 2             |
| Челленджер. Lombardia Trophy      |               |               |               |               | 1             | 1             |
| Челленджер. Золотой конёк Загреба | 13            |               |               |               |               |               |
| Челленджер. Кубок Варшавы         | 15            |               | 7             |               |               |               |
| Челленджер. Небельхорн            |               |               | 10            | 4             |               |               |
| Челленджер. Lombardia Trophy      |               |               | 5             | 1             | 1             | 1             |
| Кубок Баварии                     | 6             |               |               |               |               |               |
| Кубок Ниццы                       |               |               | 2             |               |               |               |
| Challenge Cup                     |               | WD            |               | 1             | 1             |               |
| Международные командные           |               |               |               |               |               |               |
| Командный чемпионат мира          |               |               |               | 4             |               | 3             |
| Национальные                      |               |               |               |               |               |               |
| Чемпионат Италии                  | 3             | 3             | 3             | 1             |               | 1             |

### Женское одиночное катание
| Международные                 | Международные | Международные | Международные | Международные | Международные |
| Сезон                         | 14/15         | 15/16         | 16/17         | 17/18         | 18/19         |
| ----------------------------- | ------------- | ------------- | ------------- | ------------- | ------------- |
| Челленджер. Альпийский Кубок  |               |               |               |               | 13            |
| Челленджер. Кубок Ломбардии   |               |               |               |               | 18            |
| Челленджер. Таллинский трофей |               |               |               | 15            |               |
| Кубок Тироля                  |               |               |               |               | 12            |
| Кубок Денковой-Ставинского    |               |               |               | 7             | 3             |
| Egna Trophy                   |               |               |               | 5             | 10            |
| Кубок Софии                   |               |               |               |               | 3             |
| Международные (юниорские)     |               |               |               |               |               |
| Кубок Баварии                 |               | 10            |               |               |               |
| Кубок Тироля                  |               |               | 6             |               |               |
| Кубок Ломбардии               |               | 10            | 9             |               |               |
| Кубок Мирано                  |               | 7             | 4             |               |               |
| Кубок Софии                   |               |               | 9             |               |               |
| Triglav Trophy                | 8             | 2             |               |               |               |
| Национальные                  |               |               |               |               |               |
| Чемпионат Италии              |               |               |               | 5             | 10            |
| Первенство Италии (юниоры)    | 17            | 8             | 6             |               |               |